# 王建民 (企業家)
王建民（英語：David C. Wang，1944年—），現任波音公司副總裁以及波音中國有限公司總裁。

## 生平
生於中國福建省，生長於香港與印度尼西亞，後於美國聖路易斯大學就讀電機工程學系。畢業之後，最初於印尼雅加達的一家進出口製造業公司工作，後至美國聖路易斯艾默生电气公司從事工程業務。在此時，王於羅拉密蘇里大學攻讀電機工程碩士。
1990年王加入通用電氣醫療系統部，1993年，王就任通用該部的中國業務發展組經理，在任上建立了兩家中國合資公司。而後因其成長背景，王建民出任通用公司馬來西亞與新加坡地區總裁，大力拓展通用於新加坡、馬來西亞、越南、文萊等地區的業務。1997年起擔任中國通用電氣公司董事長兼首席執行官。2002年成為波音公司副總裁，常駐於北京。